# Pogo

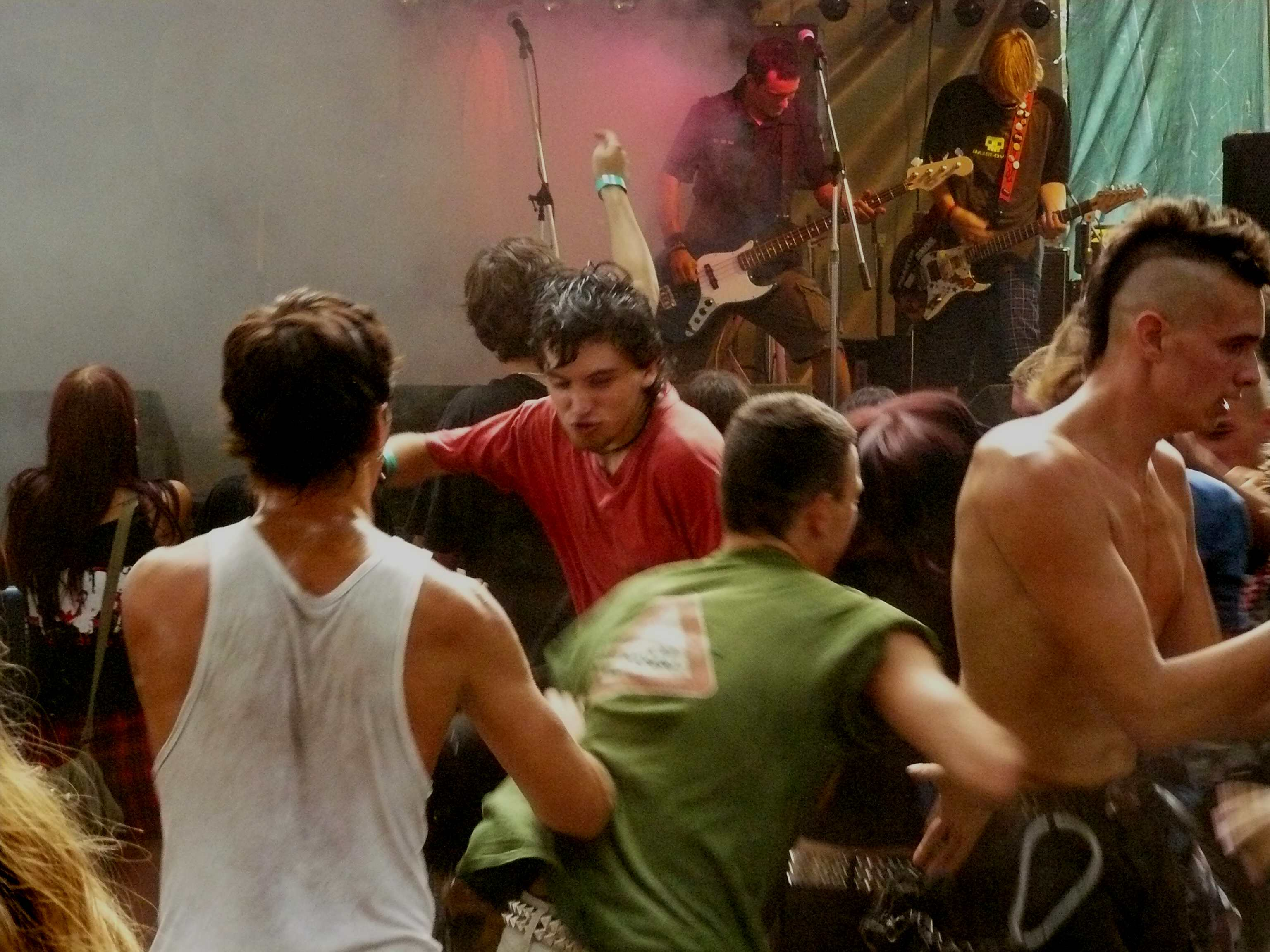
Pogující tanečníci na koncertě

Pogo (pogování) je tanec, který vznikl na konci 70. let 20. století jako vzdor proti diskotékové kultuře. Tancuje se hlavně na punkových nebo metalových koncertech. Steven Severin ze skupiny Banshees tvrdí, že pogo vymyslel Sid Vicious ze skupiny Sex Pistols, tuto informaci je ovšem nutno brát s rezervou. Do Česka pogo přišlo z Velké Británie.

## Tanec
Tento tanec nemá žádný pevný řád, tanečníci se při něm řídí svou intuicí a taky rytmem hudby. Tancuje se tak, že lidé nejblíže pódiu (v tzv. „kotli“) skáčou, máchají kolem sebe rukama a nohama a naráží do sebe. Během tance může být provozován stage diving. Podle Grega Graffina, zpěváka punkové kapely Bad Religion, je nejdůležitějším pravidlem poga povinnost pomoci na nohy tomu, kdo upadl na zem. Údery a kopance jsou při pogu nežádoucí, stejně jako osahávání dívek.

## Pogo v písních
Motiv tance pogo je zachycen v mnohých punkových písních, například v písni „Pogo“ od české kapely E!E, písni „Punk a pogo“ od kapely Hrdinové nové fronty, písni „Pogo punk a rock'n'roll“ od kapely N.V.Ú. či ve skladbě „Pogo a provokace“ od skupiny Vision days. Skupina Volant pojmenovala slovní hříčkou po tanci i své album Hogo Pogo.